# تندر أغاج (أوجان الغربي)
تندر أغاج (بالفارسية: تندرآغاج) هي منطقة سكنية تقع في إيران في قسم أوجان الغربي الريفي. يقدر عدد سكانها بـ 174 نسمة .